# Reinhard Staupe
Reinhard Staupe (* 20. September 1968 in Kassel) ist ein deutscher Spieleautor.

## Leben
Nach Abitur und Zivildienst studierte er zunächst Mathematik und Sport für die Grundschule. Bereits 1988 erfand er ein erstes Spiel, das jedoch nicht veröffentlicht wurde. Nun konzentrierte er sich mehr auf den Kinderspielbereich. Seine beiden Werke Kunterbunt und Blütenhupfer-Farbentupfer wurden erfolgreich bei F.X. Schmid vermarktet. Im gleichen Jahr brachte die Firma Adlung sein bisher erfolgreichstes Kartenspiel Speed heraus, das bisher weltweit als schnellstes Kartenspiel der Welt etwa 500.000 mal verkauft wurde, seit 2001 auch in Kanada und den USA.
1995 gründete er mit seinem Bruder einen eigenen Verlag Staupe Spiele, der immer wieder von Großverlagen abgelehnte Kleinspiele produziert. Reinhard Staupe ging als Redakteur zum Verlag Berliner Spielkarten. 2001 wechselte er zur Firma Amigo Spiel & Freizeit GmbH, wo er als Produktmanager die Spielredaktion betreute. Von 2004 bis 2011 war er externer Mitarbeiter in der Amigo-Redaktion. Seit 2012 ist er verantwortlicher Redakteur beim Nürnberger Spielkarten Verlag und veröffentlicht dort auch eigene Spiele. Er entwickelt sowohl Kinder- wie auch Familienspiele.

## Auszeichnungen und Preise für Staupes Spiele
- für Basari: Auswahlliste zum Spiel des Jahres 1998, 6. Platz Deutscher Spiele Preis 1998, Mensa Select 2004
- für Comeback: Auswahlliste zum Spiel des Jahres 1997
- für David & Goliath: Auswahlliste zum Spiel des Jahres 1998, 2. Platz à la carte Kartenspielpreis 1998
- für Dicht dran: 5. Platz à la carte Kartenspielpreis 2013
- für Don Quixote: Empfehlungsliste Spiel des Jahres 2010, Spiel der Spiele: Spiele für Familien 2010
- für Edel, Stein & Reich: Auswahlliste zum Spiel des Jahres 2003, 10. Platz Deutscher Spiele Preis 2003, 2. Platz à la carte Kartenspielpreis 2003, Japan Boardgame Prize 2003
- für Fettnapf in Sicht: Empfehlungsliste zum Spiel des Jahres 2006
- für Der Plumpsack geht um: Auswahlliste zum Kinderspiel des Jahres 2003
- für Schätzen Sie mal: Mord & Totschlag: 9. Platz à la carte: Kartenspielpreis 2009
- für Speed: Auswahlliste zum Spiel des Jahres 1996, 3. Platz à la carte Kartenspielpreis 1996
- für Wir sind die Roboter: Nominierung zum Kinderspiel des Jahres 2020

## Spiele (Auswahl)
- Ikarus, 1995
- Speed, 1995, Adlung
- Fiasko, 1997, Ravensburger
- Finito, 1997, Berliner Spielkarten
- Basari, 1998, F.X. Schmid, in den USA neu aufgelegt von Out of the Box Publishing, 2004
- Colorado County, 1998, Schmidt Spiele
- Solche Strolche, 1998, Amigo / Rio Grande
- Hamstern (Gopher It!), 1999–2004, Staupe Spiele / PlayRoom
- Eschnapur, 2000, Schmidt Spiele
- Der Plumpsack geht um, 2003, Amigo / PlayRoom
- Top Speed, 2003, Adlung
- Geier Sturzflug (Crash Pilot), 2004, Amigo
- Kunterbunt (Catch the Match), 2004, PlayRoom
- Ohren auf! (Kling-dong!), 2004, Amigo
- Privacy, 2004, Amigo
- Rinks & Lechts (Right Turn, Left Turn), 2004, PlayRoom
- Cincinnati, 2006, Amigo
- Zahlenraten (Number Guessing), 2006, Amigo
- Schätzen Sie Mal! – Mord & Totschlag, 2008, HUCH! & friends
- mit Michael Kiesling: 7 Steps, 2014, Kosmos Spiele
- mit Steffen Benndorf: The Game: Extreme, 2015, Nürnberger Spielkarten Verlag
- mit Steffen Benndorf: Träxx, 2015, Nürnberger Spielkarten Verlag
- mit Wolfgang Kramer: X nimmt!, 2016, Amigo
- mit Steffen Benndorf: twenty one, 2017, Nürnberger Spielkarten Verlag
- mit Uwe Rapp und Bernhard Lach: Qwinto: Das Kartenspiel, 2017, Nürnberger Spielkarten Verlag
- Alle gegen Rudi, 2018, Nürnberger Spielkarten Verlag
- L-La-Laut, 2018, Nürnberger Spielkarten Verlag
- Wir sind die Roboter, 2019, Nürnberger Spielkarten Verlag
- Kippelino, 2019, Nürnberger Spielkarten Verlag